# Řád vlastenecké války
Řád vlastenecké války (rusky: Орден Отечественной войны) bylo sovětské vyznamenání, udělované všem vojákům Rudé armády a partyzánům za hrdinství v boji proti německým okupantům ve Vlastenecké válce. Vyznamenání vzniklo 20. května 1942 a udělovalo se ve dvou stupních. K získání Řádu vlastenecké války I. stupně byly stanoveny tyto podmínky:
- zničení důležitého objektu v týlu nepřítele
- zničení dvou těžkých, středních nebo tří lehkých tanků či obrněných transportérů
- jako první vnikl do důležitého postavení protivníka
- 15-60 úspěšných bojových letů
- sestřelení tří letounů
- úspěšný námořní výsadek na nepřátelském území
- zajetí nepřátelské lodě a její dopravení do vlastní základny[1]

Během Velké vlastenecké války bylo uděleno 324 903 řádů I. stupně a 951 652 řádů II. stupně. Na oslavách 40. výročí této války v roce 1985 bylo rozhodnuto, že jím budou oceněni všichni žijící veteráni.